# Leon Rodal
Leon Rodal, również Arie lub Lejb Rodal (ur. 1913 w Kielcach, zm. 6 maja 1943 w Warszawie) – polski dziennikarz, działacz syjonizmu rewizjonistycznego, współzałożyciel i jeden z dowódców Żydowskiego Związku Wojskowego. Uczestniczył i zginął w powstaniu w getcie warszawskim.

## Życiorys
Leon Rodal, znany również pod imionami Lejb (w języku jidysz) i Arie (w hebrajskim), był przed wojną znanym dziennikarzem pism Moment i Di Tat, piszącym w jidysz. Był też działaczem prawicowo-syjonistycznej partii Syjonistów-Rewizjonistów.
Po wybuchu wojny znalazł się w warszawskim getcie, i w 1942 został jednym ze współzałożycieli i dowódców Żydowskiego Związku Wojskowego (ŻZW). W Związku był odpowiedzialny za departament informacji, który przygotowywał, drukował i kolportował gazetki, biuletyny, plakaty oraz prowadził nasłuch radiowy. W pierwszych dniach powstania w getcie warszawskim walczył na placu Muranowskim, broniąc kwatery głównej ŻZW, znajdującej się w budynku przy ul. Muranowskiej 7/9. W czasie bitwy na placu Muranowskim, wraz z dowódcą wojskowym ŻZW Pawłem Frenklem przełamał okrążenie pozycji powstańczych, podchodząc do pozycji kolaboracyjnych formacji ukraińskich i atakując je z zaskoczenia.
25 kwietnia 1943, po załamaniu się obrony pl. Muranowskiego, Rodal wraz z oddziałem dowodzonym przez Frenkla wydostał się z getta podkopem. Oddział zatrzymał się w przygotowanym wcześniej konspiracyjnym mieszkaniu na ul. Grzybowskiej 11/13. Stamtąd pododdziały ŻZW wyruszały na nocne akcje do płonącego getta, próbując ratować uwięzioną tam ludność cywilną. Pierwszą taką akcją dowodził Leon Rodal, który 5 maja 1943 wyprowadził z getta grupę cywilów. Następnego dnia oddział Rodala wyruszył, aby wyprowadzić pozostałą część napotkanej grupy. W drodze powrotnej oddział ŻZW wpadł w zasadzkę i został zaatakowany przez SS i polską policję granatową. Rodal zginął w walce razem z wieloma członkami swojego oddziału.
W 2023 został odznaczony pośmiertnie Krzyżem Oficerskim Orderu Odrodzenia Polski.

## Upamiętnienie
9 listopada 2017 ulica nazwana wcześniej imieniem Edwarda Fondamińskiego w dzielnicy Śródmieście (Nowe Miasto) w Warszawie zyskała nazwę ulicy Leona Rodala, jednak w 2018 zarządzenie zastępcze wojewody zostało uchylone przez Wojewódzki Sąd Administracyjny i tym samym ulica wróciła do poprzedniej nazwy.